# Sergio Godoy
Sergio Daniel Godoy Senteno (Mendoza, 7 juli 1988) is een Argentijns wielrenner die tussen 2013 en 2016 reed voor San Luis Somos Todos.

## Carrière
In maart 2016 nam Godoy deel aan de Vuelta a la Independencia Nacional, waar hij zijn tweede plaats in de vierde etappe de leiderstrui overnam van Cristián Torres. Na de zesde etappe raakte hij zijn leidende positie echter weer kwijt aan Ismael Sánchez. Uiteindelijk eindigde de Argentijn, met een achterstand van twee minuten en 43 seconden op Sánchez, als derde in het algemeen klassement. 

## Overwinningen
2010
 Argentijns kampioen op de weg, Beloften
2012
5e etappe Ronde van Chili
2013
3e etappe Ronde van Bolivia (ploegentijdrit)

## Ploegen
- 2013 –  San Luis Somos Todos
- 2014 –  San Luis Somos Todos
- 2015 –  San Luis Somos Todos
- 2016 –  San Luis Somos Todos

Badde · Claveles · Díaz · Giacinti · Godoy · Guevara · Juárez · A.Lucero · J.A.Lucero · Martínez · Messineo · Murgo · Quiroga · Sartasov · Sosa · Velázquez
Díaz · Giacinti · Godoy · Guevara · Juárez · J.A.Lucero · A.Lucero · Martínez · Messineo · Moyano · Murgo · Quiroga · Sartasov · Sosa · Velázquez
Giacinti · Godoy · Guevara · Juárez · J.A.Lucero · A.Lucero · Martínez · Messineo · Mini · Moyano · Murgo · Quiroga · Richeze · Sartasov · Sosa
Bertola · Godoy · Guevara · Lucero · Mini · Moyano · Murgo · Quiroga · Richeze · Sosa · Torres